# Dyacopterus spadiceus
Il pipistrello della frutta Dayak (Dyacopterus spadiceus  Thomas, 1890) è un pipistrello appartenente alla famiglia degli Pteropodidi, diffuso nell'Ecozona orientale.

## Descrizione

### Dimensioni
Pipistrello di medie dimensioni con lunghezza dell'avambraccio tra 74 e 81,5 mm, la lunghezza della testa e del corpo tra 106 e 130 mm, la lunghezza della coda tra 16 e 26 mm e un peso fino a 100 g.

### Aspetto
Le parti dorsali sono marroni scure con la testa più scura, la nuca, il sottogola, il petto e dell'addome sono argentati, mentre i fianchi sono grigio-brunastri. La coda è corta, mentre l'uropatagio è ridotto ad una sottile membrana lungo la parte interna degli arti inferiori. I ciuffi di lunghi peli presenti nei maschi su ogni lato del collo sono dello stesso colore della pelliccia circostante.

## Biologia

### Comportamento
Nel Borneo è stato osservato all'interno di grotte. Nella Penisola Malese presumibilmente vive all'interno di alberi cavi e tra le fronde degli alberi. 

### Alimentazione
Si nutre di frutti della foresta tropicale. Alcuni individui sono stati osservati nutrirsi di frutti di specie native di Ficus, in associazione ad esemplari di C. horsfieldii.

### Riproduzione
Sono state osservate femmine gravide in giugno e luglio, ed in allattamento da giugno a settembre. È stato riscontrato l'allattamento da parte dei maschi.

## Distribuzione e habitat
Questa specie è diffusa nella Thailandia meridionale, nella Penisola Malese, Sumatra settentrionale e nel Borneo.
Vive nelle foreste di pianura, di collina e di montagna. È stato osservato anche nelle foreste disturbate.

## Conservazione
La IUCN Red List, considerato la graduale perdita del proprio habitat, classifica D.spadiceus come specie prossima alla minaccia di estinzione (Near Threatened).